# Henrietta FitzJames
Henrietta Butler, vicomtesse Galmoye , anciennement Henrietta Waldegrave, baronne Waldegrave (née Henrietta FitzJames ; 1667 - 3 avril 1730), est une fille illégitime de Jacques Stuart, duc d'York, puis roi d'Angleterre, d'Écosse et d'Irlande, par sa maîtresse, Arabella Churchill (une sœur du premier duc de Marlborough). Au cours de son premier mariage, elle devient Lady Waldegrave. À son deuxième mariage, elle devient vicomtesse Galmoye, ainsi que comtesse de Newcastle (dans la pairie jacobite).

## Biographie
Elle est la sœur aînée du célèbre James FitzJames, premier duc de Berwick. Elle est élevée comme catholique et mariée à une famille de la même religion. Le 29 novembre 1683, elle épouse Henry Waldegrave (1er baron Waldegrave), et a avec lui deux enfants :
- Arabella Waldegrave
- James Waldegrave (1er comte Waldegrave).

Elle accompagne son père et sa reine dans leur exil et vit quelques années à Saint-Germain-en-Laye en France. Après la mort de son mari en 1689, elle est liée à un soldat irlandais, Mark Talbot. Elle épouse ensuite Piers Butler (3e vicomte Galmoye), le 3 avril 1695. Il est créé comte de Newcastle dans la pairie jacobite en 1692. Le couple est sans enfant. Elle meurt en 1730 et est enterrée à Navestock.
Elle est un ancêtre des comtes Spencer d'Althorp, de Diana, princesse de Galles, ainsi que des fils de Diana, le prince William, duc de Cambridge et le prince Harry.